# Kraftwerk Turów

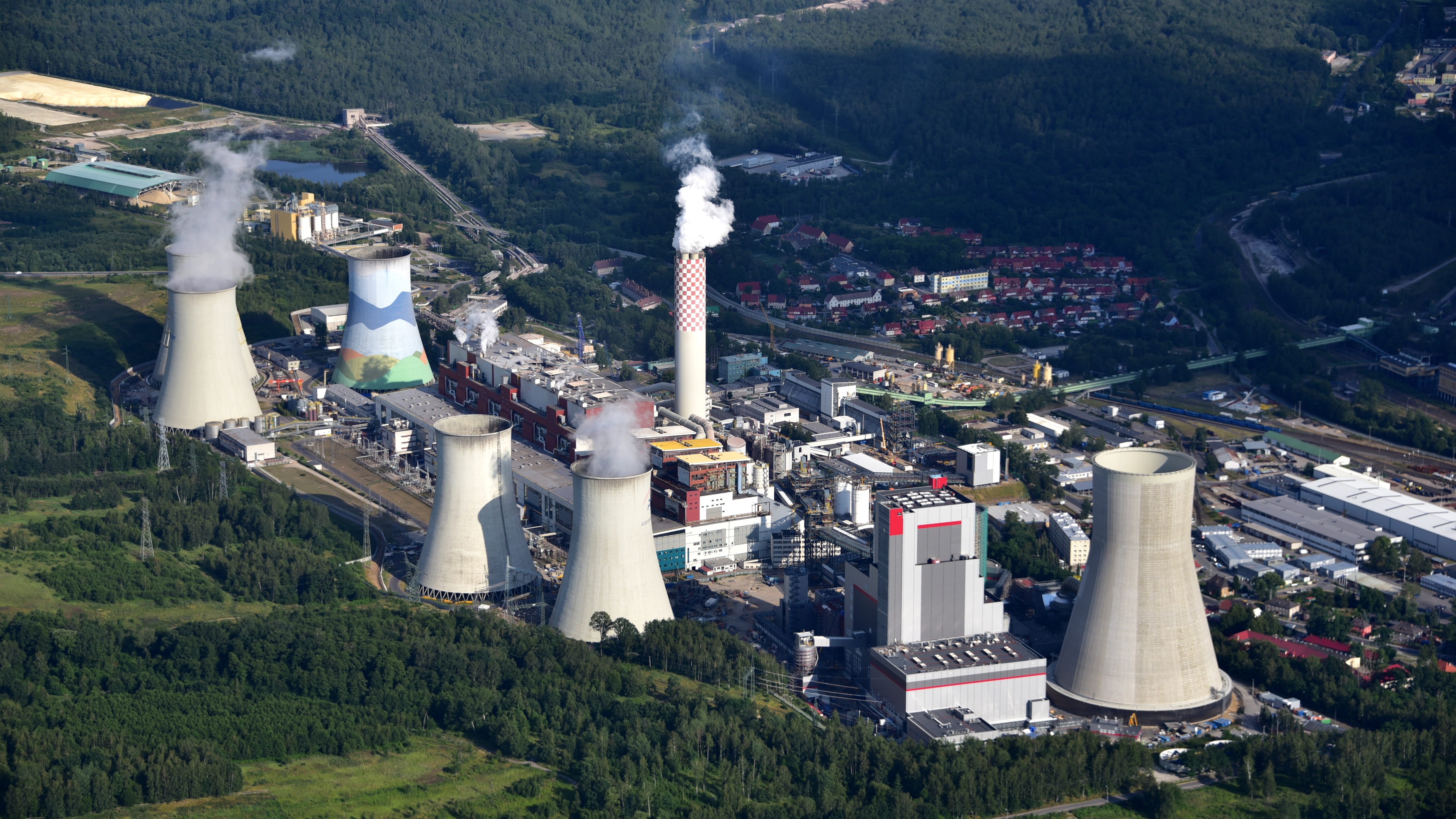
Kraftwerk Turów, Luftaufnahme (2019)

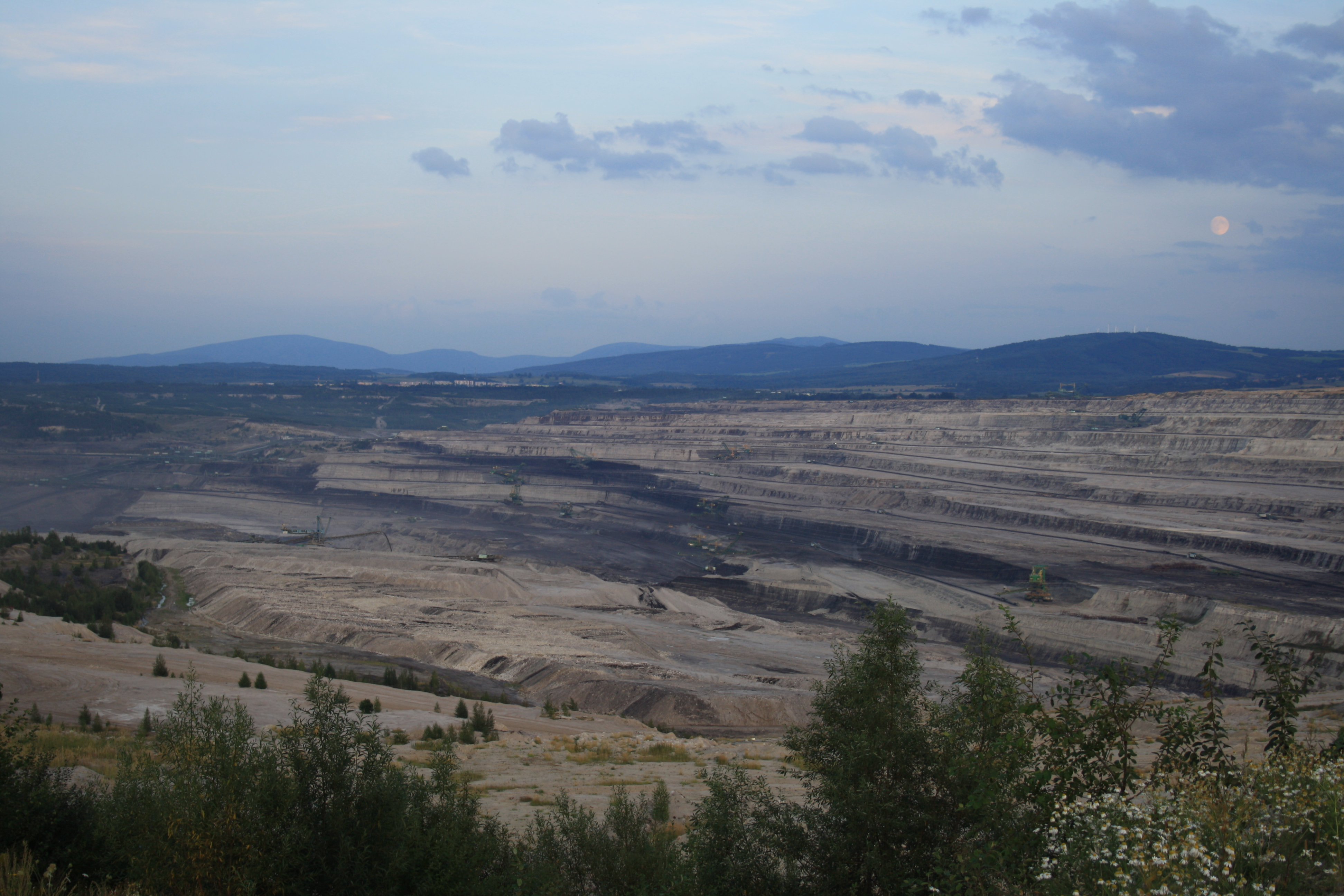
Braunkohlentagebau Turów

Das Kraftwerk Turów, vollständiger Name PGE Górnictwo i Energetyka Konwencjonalna S.A. Oddział Elektrownia Turów, ist ein Wärmekraftwerk in Polen auf dem Gebiet der Gemeinde Bogatynia (Reichenau) nahe dem Ortsteil Turoszów (Türchau). Es nutzt Braunkohle aus dem Tagebau Turów im Oberlausitzer Bergbaurevier.

## Geschichte
Das 1962 in Betrieb genommene Kraftwerk ist mit einer Leistung von 1900 Megawatt das drittgrößte Polens. Es deckt acht Prozent des polnischen Energiebedarfs. Für das Kraftwerk wurde zwischen 1958 und 1962 der Niedów-Stausee angelegt.
Die Braunkohle zur Versorgung des Kraftwerks kommt aus dem südlich gelegenen Tagebau Turów. Unweit des Kraftwerkes wurde das Betriebsmuseum Tagebau Turów eingerichtet.
Während die deutschen Kraftwerke Hirschfelde und Hagenwerder nach 1990 stillgelegt und abgerissen wurden, wurde das Kraftwerk Turów seit 1996 modernisiert, wobei auch die für den Weiterbetrieb erforderlichen Rauchgasentschwefelungs- und -entstaubungsanlagen nachgerüstet wurden. Die Arbeiten wurden im Dezember 1998 durch eine Explosion im 5. Block erheblich verzögert und zum Ende des Jahres 2004 abgeschlossen. Für 2010 war die Abschaltung der ersten Blöcke in Turów vorgesehen.
Am späten Abend des 24. Juli 2012 kam es in einem Kraftwerksblock zu einer Kohlenstaubexplosion. Der anschließende Brand griff auf zwei benachbarte Blöcke über. Die drei betroffenen Blöcke blieben nach dem Unfall abgeschaltet, die vier weiteren Blöcke wurden mit verminderter Leistung weiterbetrieben. Der Kraftwerksblock 1 war zum Zeitpunkt des Unfalls wegen Renovierungsarbeiten abgeschaltet.
Um Platz für den neuen Kraftwerksblock 11 zu schaffen, wurde am 17. März 2012 Kühlturm 7 und am 1. Dezember 2012 Kühlturm 8 des Kraftwerks gesprengt, am 8. März 2014 gegen 14:30 Uhr der 100 Meter hohe und 9500 Tonnen schwere Kühlturm 9.
Die PGE Bergbau und Konventionelle Energetik AG (PGE Górnictwo i Energetyka Konwencjonalna S.A.) plant an Stelle der stillgelegten alten Kraftwerksblöcke 8, 9 und 10 den Bau eines neuen Kraftwerkblockes mit einer elektrischen Nettoleistung von 450 Megawatt zur Verstromung von Braunkohle. Zu dieser Planung wurde im April 2016 die deutsche Öffentlichkeit beteiligt. Im August 2017 wurden weitere Genehmigungen bekanntgemacht. Der neue Block ging Ende 2020 an Netz. Damit erhöhte sich die Kraftwerksleistung, die nach der Stilllegung der Blöcke 8, 9 und 10 auf 1500 Megawatt gesunken war, wieder auf 2000 Megawatt. Die Kosten des Neubaues beliefen sich auf etwa eine Milliarde Euro.